# Fernão Pires de Andrade
El capitán Fernão Pires de Andrade (también escrito como Fernão Peres de Andrade; en fuentes contemporáneas, Fernam (Fernã) Perez Dandrade, (muerto en 1552) fue un comerciante, farmacéutico y diplomático oficial portugués a las órdenes del explorador y gobernador portugués de Malaca Afonso de Albuquerque. Su encuentro con la China Ming en 1517 —tras los contactos iniciales de Jorge Álvares y Rafael Perestrello en 1513 y 1516, respectivamente— marcó la reanudación del contacto comercial y diplomático directo de Europa con China. Aunque hubo europeos en la China medieval, especialmente Marco Polo, ese periodo de contacto se había interrumpido con la caída de la dinastía Yuan. Aunque la misión de Andrade fue inicialmente un éxito que permitió que una embajada portuguesa llegara hasta Pekín, las relaciones se estropearon pronto por los acontecimientos culminantes que llevaron a una impresión extremadamente negativa de los portugueses en China. Esto incluyó actos de su hermano Simão que enfurecieron a los chinos, informes falsos de que los portugueses eran caníbales de niños chinos secuestrados e informes verdaderos de su conquista de Malaca, un estado tributario leal de los Ming. El comercio y las relaciones normalizadas entre Portugal y la dinastía Ming no se reanudarían hasta finales de la década de 1540 y el establecimiento en 1557 del dominio portugués sobre Macao. 
En los archivos de la dinastía Ming, Andrade era llamado Folangji (佛郎機). Folangji procede de franques o francos, que era un nombre genérico con el que los musulmanes llamaban a los europeos desde las Cruzadas, y que dio origen al término indo-sudasiático ferengi. Los chinos adoptaron la convención cuando pensaron que los portugueses estaban emparentados con aquellos guías e intérpretes musulmanes durante el primer encuentro de Fernão y antes de que los europeos se reunieran directamente con los chinos. 

## Viajes al extranjero

### India, Sumatra y Malaca

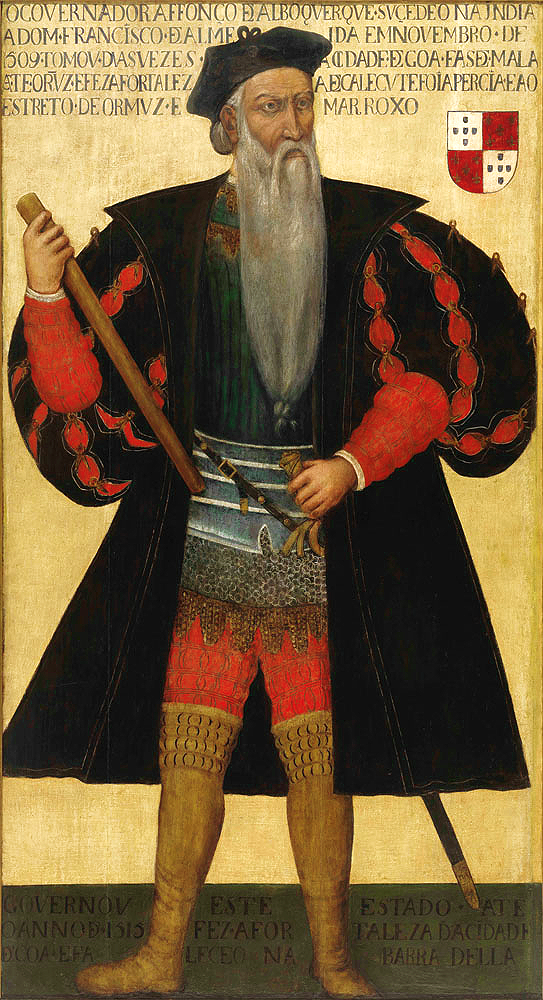
Afonso de Albuquerque, que lanzó el ataque para conquistar el Sultanato de Malaca y encargó los primeros contactos marítimos europeos directos con China durante la dinastía Ming.

Fernão Pires de Andrade comandó una nave en la aventura naval del explorador y conquistador portugués Afonso de Albuquerque desde Cochín en la India para conquistar el Sultanato de Malaca en 1511.  El historiador portugués João de Barros (1496–1570) escribió que cuando se produjo una violenta tormenta al entrar la flota de Albuquerque en las vastas aguas entre Sri Lanka y Aceh, un barco comandado por Simão Martinho fue hundido, pero toda su tripulación fue rescatada por Fernão y llevada a bordo de su barco. Para compensar esta pérdida, los portugueses capturaron y requisaron cinco barcos de Guyarat que navegaban entre Malaca y Sumatra.
La pequeña flota de Alburquerque se enfrentó a un barco enemigo, un junco, de los «moros» malacitanos cerca de una isla entre Lumut y Belawan. Según Barros, lucharon contra este barco durante dos días. La tripulación enemiga empleó la táctica de prender fuego a su propio barco como medio para quemar los barcos de Albuquerque mientras empleaban técnicas de embestida y descargas de artillería a corta distancia.  Aunque el barco se rindió, los portugueses sintieron tal admiración por el junco y su tripulación que lo apodaron O Bravo (el junco valiente). La tripulación portuguesa suplicó a Fernão Pires que convenciera a Albuquerque de que la tripulación debía ser perdonada y vista como vasallos de Portugal que simplemente no sabían contra quién estaban luchando en realidad. Albuquerque acabó accediendo a ello.
Al escribir sobre las aventuras de Afonso de Albuquerque en Sumatra, João de Barros señaló que los chinos fueron los primeros en controlar el comercio entre Sumatra y la India, y señaló la presencia de chinos viviendo en Sumatra. Barros también señaló que mientras Fernão Pires cargaba especias del sudeste asiático en su barco en Pacem (un reino de Sumatra) para venderlas o regalarlas en China, dos reyes diferentes fueron asesinados y su posición usurpada. Aparentemente, la usurpación de reyes causó poco tumulto o crisis en este estado, ya que Barros señaló que los lugareños creían que cualquier líder no tenía derecho divino a gobernar si podía ser asesinado por un pariente real. El historiador Mark Dion señala que Fernão relató la misma historia en sus escritos, añadiendo únicamente que un musulmán en su sociedad era el único sustituto aceptable como gobernante.

### Contacto inicial con China
Tras la conquista de Malaca en 1511, los portugueses no solo monopolizaron el comercio europeo de especias, sino que también conocieron y comerciaron ávidamente con los mercaderes chinos. Cuando los portugueses bajo el mando de Diogo Lopes de Sequeira habían llegado antes a Malaca en 1509 para abrir relaciones comerciales, contó con el apoyo de los mercaderes chinos locales de allí (junto con los mercaderes javaneses y tamiles). D'Albuquerque envió a Jorge Álvares a explorar hacia el norte; su expedición navegó por la costa de Guangdong en 1513 e izó una bandera en la isla de Tuen Mun. Esta misión fue seguida ese mismo año por Rafael Perestrello, que más tarde, en 1516, comerciaría con los mercaderes chinos de Cantón. Proporcionó un atractivo informe a otros portugueses sobre el lucrativo comercio en China. Esto llevó a Andrade a acelerar el curso de su misión mientras estaba estancado en Malaca y a debatir con su tripulación sobre si ir a China o a Bengala.

### Misión de Manuel I a China

#### Elección de los embajadores

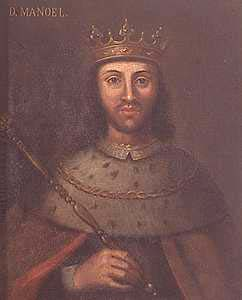
Manuel I de Portugal, que encargó la misión de Andrade a China.

El rey Manuel I autorizó una misión comercial en 1517 cuando Andrade zarpó con siete barcos mercantes armados con cañones y con un intérprete musulmán el 17 de junio de 1517. Andrade había sido elegido para esta misión en Lisboa ya en 1515, para que -como farmacéutico- pudiera investigar los tipos de medicamentos farmacéuticos utilizados en Asia oriental en beneficio de los portugueses y de Europa.< El mercader de florentino, que había escrito un informe sobre el comercio con China mientras estaba destinado en la India, también fue elegido para la misión como principal agente comercial entre portugueses y chinos. Sin embargo, Giovanni moriría en China durante la primera misión, el 15 de octubre de 1517, cuando el barco en el que viajaba se incendió accidentalmente. Tomé Pires, un boticario real que también había viajado a la India y había escrito una obra de referencia en 1515 sobre el comercio asiático, fue elegido como embajador principal de la misión.

#### Primer contacto
Aunque la misión se estancó una vez que perdieron un barco en el estrecho de Malaca, no obstante desembarcaron en el delta del río de las Perlas el 15 de agosto con ocho barcos  y negociaron con oficiales chinos para un posible comercio de seda y porcelana en Cantón. El comandante naval chino de Nantou (bajo la jurisdicción de Zhongshán, situada en la desembocadura del río de las Perlas) paralizó la pequeña flota de barcos de Andrade durante todo un mes mientras éste esperaba el permiso para navegar río arriba hasta Cantón. Después de que Andrade amenazara con navegar río arriba sin permiso, el comandante naval decidió finalmente dejarle pasar, concediéndole pilotos que le ayudaran en su viaje.
Una vez que los barcos llegaron al puerto de Cantón, alarmaron a los residentes y funcionarios chinos del lugar descargando cañonazos, lo que creyeron que era un saludo amistoso ya que los comerciantes chinos lo habían hecho cuando los portugueses llegaron antes a Malaca. Los funcionarios chinos se volvieron aún más cautelosos en el trato con los portugueses, ya que el depuesto rey de Malaca había sido un leal tributario de la corte imperial Ming. Los portugueses explicaron que al deponer al rey malayo, estaban ayudando a los comerciantes chinos del lugar que estaban siendo oprimidos bajo su gobierno. A los ojos de los funcionarios de Cantón, esto añadió más especulaciones negativas sobre los visitantes portugueses, ya que el comercio privado chino de ultramar estaba prohibido por las leyes haijin vigentes que establecían que solo el gobierno chino podía realizar comercio exterior.

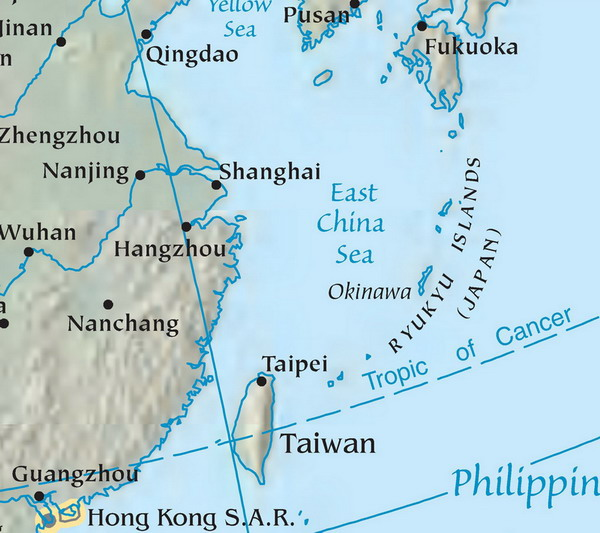
Las islas Ryūkyū, donde Jorge de Mascarenhas fue enviado por Andrade.

Aunque los funcionarios locales de Cantón vigilaban estrechamente a los portugueses y a sus barcos, una vez que las autoridades provinciales llegaron a Cantón, recibieron a los portugueses con una cálida acogida, proporcionándoles cómodos alojamientos e hicieron desembarcar sus mercancías. Los chinos volvieron a sospechar de Andrade, esta vez por ser un espía, cuando envió un barco a lo largo de la costa de Fujian para buscar más perspectivas de comercio, pero dejó una buena impresión cuando dio la orden de que cualquier lugareño que pudiera ser perjudicado por un portugués debía buscarlo para su reparación. Además de explorar Fujian, Andrade envió a uno de sus capitanes llamado Jorge de Mascarenhas a explorar las islas Ryūkyū después de que oyera hablar de su belleza mientras estaba destinado en Malaca.

#### El hermano de Andrade y relaciones deterioradas
Simão de Andrade, hermano de Fernão Pires, navegó desde Malaca a China con una pequeña tripulación en tres juncos en agosto de 1519. Simão inmediatamente causó una mala impresión a los chinos cuando construyó un fuerte en el centro de Tuen Mun, una isla designada para que todos los extranjeros comerciaran. Poco después, Simão ejecutó ceremoniosamente a un portugués y prohibió a otros extranjeros (en su mayoría tais y otros asiáticos del sudeste) comerciar en la isla, lo que atrajo aún más la atención sobre él. Cuando un funcionario chino visitó la isla y comenzó a reafirmar la autoridad Ming sobre ella, Simão se puso agresivo y le golpeó, arrancándole el sombrero al funcionario.
La mayor ofensa para los chinos fue el supuesto secuestro de niños por parte de los portugueses para poder comérselos. En realidad, Simão se había ganado una mala reputación para los portugueses por comprar jóvenes esclavos chinos, presumiblemente algunos de los cuales fueron secuestrados después de que Simão ofreciera a los chinos locales enormes sumas de dinero por niños esclavos. De hecho, algunos niños y niñas de familias chinas ricas fueron encontrados más tarde por las autoridades portuguesas en Diu en la India occidental. Sin embargo, no hubo informes oficiales sobre los abusos de Simão, a pesar de que permaneció hasta septiembre de 1520; no obstante, los rumores sobre su comportamiento (que llegó a asociarse con todos los portugueses) llegaron sin duda hasta la corte de Pekín, que no tardaría en condenar a los portugueses por este y otros motivos.
Aunque había abandonado Cantón, Simão de Andrade desembarcó en Xiamen y Ningbo, estableciendo asentamientos allí. Simão continuó desafiando las leyes locales chinas en Ningbo, y cuando sus hombres fueron engañados en un trato comercial con un chino en 1545, Simão envió una banda de hombres armados a la ciudad, la saqueó y se llevó a las mujeres y niñas locales como sus cautivas. Los indignados locales se unieron y masacraron a los portugueses a las órdenes de Simão. Un episodio similar ocurrió más tarde, cuando Coelho de Sousa se apoderó de la casa de un rico residente extranjero en Jinzhou de Fujian, lo que llevó a las autoridades a cortar los suministros a los portugueses; los portugueses atacaron entonces y saquearon una aldea cercana en busca de provisiones, lo que llevó a las autoridades chinas a destruir trece de sus barcos, mientras que treinta portugueses supervivientes de este asentamiento huyeron al asentamiento portugués en Macao en 1549.

#### Fin de la misión

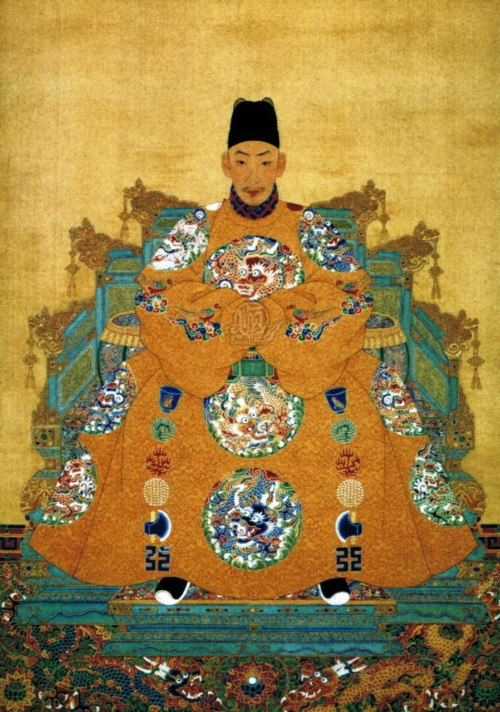
El emperador Zhengde, que aceptó la embajada portuguesa, murió antes de poder finalizar las relaciones con Portugal, lo que condenó la embajada, ya que las facciones conservadoras de la corte en Pekín se alinearon contra los que conquistaron al leal vasallo tributario de los Ming en Malaca.

El grupo de la embajada que quedó en Cantón en 1518 se dirigió al norte en enero de 1520 con el resto de los portugueses bajo el mando de Tomé Pires y Fernão Pires de Andrade. La embajada llegó a Nankín, donde el emperador Zhengde estaba de gira en mayo de 1520, concediendo a la embajada portuguesa una rápida audiencia. Sin embargo, las negociaciones diplomáticas debían reanudarse una vez que el emperador regresara a Pekín; por ello, la embajada portuguesa fue enviada allí para esperar el regreso del emperador.
Aunque no hay fuentes chinas que detallen el suceso, las fuentes portuguesas cuentan que los portugueses fueron convocados el primer y el decimoquinto día de cada mes lunar para postrarse ceremoniosamente ante un muro de la Ciudad Prohibida para buscar otra audiencia con el emperador. Desde Pekín, la embajada portuguesa escuchó informes de que el emperador llegó a Tongzhou en enero de 1521 e hizo ejecutar allí al príncipe rebelde de Ning. La embajada portuguesa también había tenido conocimiento de que los embajadores del rey exiliado de Malaca fueron enviados a Pekín en busca de ayuda del emperador chino para expulsar a los portugueses conquistadores y poder reinstalar allí a su rey. Los portugueses también sabían de dos funcionarios de la dinastía Ming —Qiu Daolong y He Ao— que enviaron memoriales al trono que condenaban la conquista portuguesa de Malaca y que su embajada debía ser rechazada. También hubo informes enviados a Pekín por funcionarios de Cantón en los que se afirmaba que los portugueses eran extranjeros molestos que pretendían construir su propio puesto comercial.
Con la muerte del emperador Zhengde, el 19 de abril de 1521, se iniciaron ceremonias de luto que cancelaron todas las demás ceremonias, incluida la recepción de embajadas extranjeras. El recién nombrado Gran Secretario, Yang Tinghe, no tardó en ponerse en contra de la poderosa influencia de los eunucos en la corte, que había crecido aún más bajo el emperador Zhengde. Aunque los funcionarios Ming opinaban que solo debían aceptarse en la corte los estados tributarios extranjeros enumerados durante el inicio de la dinastía, fueron los eunucos quienes quisieron ampliar los lazos comerciales con nuevos países extranjeros. Estos deseos tuvieron rienda suelta bajo el emperador Zhengde, que estaba intrigado y deseaba conocer pueblos extranjeros y exóticos. Sin embargo, con su muerte, la influencia de los eunucos en la corte fue desafiada por Yang Tinghe, quien anunció el rechazo de la embajada portuguesa bajo el mando de Pires y Andrade al día siguiente de la muerte del emperador; la embajada fue obligada a marcharse y llegó de vuelta a Cantón en septiembre.

### Hostilidad abierta a la reapertura de relaciones

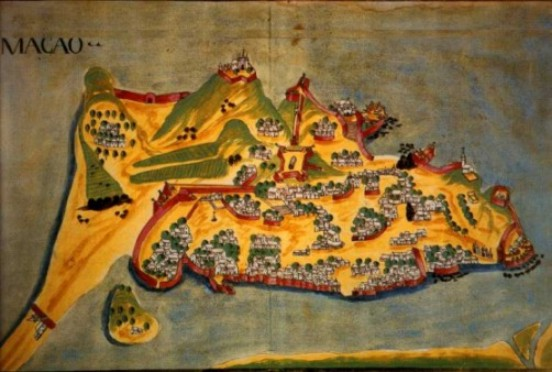
Mapa de la península de Macao en 1639, mucho después del primer asentamiento portugués allí y en el mismo año en que la ciudad empezó a decaer debido al cese de los envíos comerciales desde Japón.

Anteriormente, en abril y mayo de 1521, cinco barcos portugueses atracaron en Tuen Mun para comenzar a comerciar, pero se les ordenó que se marcharan una vez que los funcionarios llegaron a la región para anunciar la muerte del emperador. Los portugueses se negaron a esta exigencia, por lo que los chinos enviaron una escuadra naval para expulsarlos, hundiendo un barco, matando a muchos y tomando al resto como prisioneros (primera batalla de Tamão). Otros dos barcos portugueses llegaron en junio, fueron atacados por barcos chinos, pero pudieron rechazar el ataque chino. Otros tres barcos portugueses rechazaron a duras penas otro ataque en septiembre, el mismo mes en que Fernão Pires de Andrade y Tomé Pires llegaron de vuelta a Cantón. Las autoridades Ming no permitieron que Fernão y Pires vieran a los prisioneros capturados en las batallas marítimas e hicieron inventarios de sus bienes y de los bienes capturados de los barcos portugueses.
En agosto de 1522, Martim Afonso de Melo Coutinho llegó a Tuen Mun con tres barcos, sin conocer el conflicto y esperando reunirse con funcionarios chinos para establecer el consentimiento de una base comercial portuguesa en China. Dos de sus barcos fueron capturados en un ataque chino por sorpresa, mientras que los supervivientes escaparon de vuelta a Portugal en el tercer barco (véase segunda batalla de Tamão). Estos encuentros y otros con los portugueses trajeron las primeras armas de retrocarga, las culebrinas, a China, mencionadas incluso por el filósofo y erudito-oficial Wang Yangming en 1519 cuando reprimió la rebelión de Zhu Chenhao en Jiangxi.
Los prisioneros de estas batallas navales fueron finalmente ejecutados en 1523 por delitos de «robo en alta mar» y canibalismo, mientras que Tomé Pires fue mantenido prisionero para que pudiera escribir cartas al rey de Portugal el virrey de la India portuguesa, y el gobernador de Malaca transmitiendo el mensaje del nuevo emperador Ming de que los portugueses debían abandonar Malaca y devolverla al legítimo gobierno de su depuesto rey. Según algunos relatos, Fernão Pires de Andrade simplemente murió mientras estaba encarcelado; otros dicen que Andrade fue uno de los decapitados cuando se le impuso un delito de falsas credenciales después de que un tribunal examinara si su embajada era legítima o espuria debido a los relatos negativos de los portugueses (es decir, los actos cometidos por aquellos como el hermano de Fernão Pires, Simào). Tomé Pires murió mientras vivía como prisionero en China; se especula sobre si murió en 1524 o en 1540.
 Dos supervivientes de esta embajada seguían vivos alrededor de 1536, cuando enviaron cartas a Malaca y Goa detallando los planes de cómo los portugueses podrían capturar Cantón por la fuerza. Otros supervivientes de estas misiones se retiraron a la cercana Lampaco (Lampa) en Guangdong, donde existiría un puesto comercial durante varias décadas; en 1537, hay registros escritos de que los portugueses tenían tres almacenes en Lampa, isla Shangchuan y Macao, y que inicialmente se les permitió estar allí con la excusa de secar sus mercancías en una tormenta.
A pesar de las hostilidades iniciales, las buenas relaciones entre portugueses y chinos se reanudarían en 1549 con las misiones comerciales anuales portuguesas a la isla Shangchuan, tras un acontecimiento en el que los portugueses ayudaron a las autoridades Ming a eliminar a los piratas costeros. En 1554, Leonel de Sousa —que más tarde sería el Gobernador de Macao— estableció relaciones positivas a través de un acuerdo con las autoridades cantonesas y en 1557 la corte Ming finalmente dio su consentimiento para una base comercial portuguesa permanente y oficial en Macao. Aunque Fernão Pires de Andrade y sus compañeros portugueses fueron los primeros en abrir China a Occidente, no se llevaría a cabo otra misión diplomática importante que llegara hasta Pekín hasta que un italiano, el jesuita Matteo Ricci (1552–1610) se aventuró allí en 1598.

## Enlaces  externos
- Esta obra contiene una traducción total derivada de «Fernão Pires de Andrade» de Wikipedia en inglés, concretamente de esta versión, publicada por sus editores bajo la Licencia de documentación libre de GNU y la Licencia Creative Commons Atribución-CompartirIgual 4.0 Internacional.

- Datos: Q3312125